# Caleb Cotham
Caleb Kent Cotham (né le 6 novembre 1987 à Mount Juliet, Tennessee, États-Unis) est un ancien lanceur droitier de baseball.
Il a évolué dans la Ligue majeure de baseball pour les Yankees de New York en 2015 et les Reds de Cincinnati en 2016.

## Carrière
Joueur des Commodores de l'université Vanderbilt, Caleb Cotham est repêché par les Yankees de New York  au 5e tour de sélection en 2009. 
Il fait ses débuts dans le baseball majeur comme lanceur de relève pour les Yankees le 29 juillet 2015 face aux Rangers du Texas. Il lance 12 matchs comme releveur pour les Yankees en 2015, réussit 11 retraits sur des prises en 9 manches et deux tiers lancées mais accorde 7 points mérités.
Le 28 décembre 2015, Cotham est avec 3 joueurs des ligues mineures (le lanceur droitier Rookie Davis, le joueur de troisième but Eric Jagielo et le joueur de deuxième but Tony Renda) échangé aux Reds de Cincinnati contre le releveur gaucher étoile Aroldis Chapman. 
Il effectue 23 présences en relève pour Cincinnati en 2016, lançant 24 manches et un tiers.
Durant l'entraînement de printemps avec les Mariners de Seattle en 2017, il annonce sa retraite sportive. Caleb Cotham a lancé 34 manches en 35 parties dans le baseball majeur. Il compte une victoire contre 3 défaites, 32 retraits sur des prises, et sa moyenne de points mérités se chiffre à 7,15.